# La Folletière-Abenon
La Folletière-Abenon (la fɔl.tjɛʁ.a.bə.nɔ̃ⓘ) es una comuna francesa situada en el departamento de Calvados, en la región de Normandía.

## Demografía
| 150 | 138 | 105 | 135 | 135 | 140 |
| Para los censos de 1962 a 1999 la población legal corresponde a la población sin duplicidades (Fuente: INSEE [Consultar]) |     |     |     |     |     |